# Celastrina corythus
Celastrina corythus är en fjärilsart som beskrevs av De Nicéville 1895. Celastrina corythus ingår i släktet Celastrina och familjen juvelvingar. Inga underarter finns listade i Catalogue of Life.